# Transituacionalidad
La transituacionalidad es, en psicología, una propiedad del reforzador para poder ser definido como tal.
La definición de reforzador se consideraba como circular: el reforzador es lo que refuerza la conducta; si la conducta es reforzada por un estímulo es que éste resulta reforzador. Meehl propuso a mitad del siglo XX el concepto de transituacionalidad para resolver este problema.
En este concepto se parte de que si un tipo de consecuencia es suficiente para reforzar una conducta, eso nos hará suponer que el mismo tipo de consecuencia podrá reforzar otra conducta. Así, sabremos si se trata realmente de un reforzador.
Sin embargo, aunque el principio de trasnsituacionalidad ayuda a evitar la circularidad, no ha sido unánimemente aceptado, ya que hay estímulos que pueden ser reforzadores en una situación y no en otra.
- Datos: Q6151678